# Seznam představitelů Slovinska
Seznam představitelů Slovinska zahrnuje nejvyšší představitele Slovinska (resp. předchozích státních útvarů na jeho území) od roku 1944, předsedy vlády od roku 1945, předsedy parlamentu od roku 1990 a předsedy Ústavního soudu od roku 1991.

## Nejvyšší představitelé
- Předseda Předsednictva Osvobozenecké fronty (1944 – 1945)
  - Josip Vidmar (1944 – 1945)
- Předseda Předsednictva Lidového shromáždění (1945 – 1953)
  - Josip Vidmar (1945 – 1953)
- Předsedové Lidového shromáždění Lidové republiky Slovinsko (1953 – 1963) a Shromáždění Socialistické republiky Slovinsko (1963 – 1974)
  - dočasně neobsazeno (1953)
  - Miha Marinko (1953 – 1962)
  - Vida Tomšič (1962 – 1963)
  - Viktor Avbelj (1963 – 1965)
  - Ivan Maček (1965 – 1967)
  - Sergej Kraigher (1967 – 1973)
  - Tone Kropušek (1973 – 1974)
  - Marijan Brecelj (1974)
- Předsedové Předsednictva Socialistické republiky Slovinsko (1974 – 1990)
  - Sergej Kraigher (1974 – 1979)
  - Viktor Avbelj (1979 – 1982)
  - France Popit (7. května 1982 – 1988)
  - Janez Stanovnik (1988 – 10. května 1990)
  - Milan Kučan (10. května 1990 – 6. prosince 1992)
- Prezidenti Republiky Slovinsko (od r. 1992)
  - Milan Kučan (6. prosince 1992 – 22. prosince 2002)
  - Janez Drnovšek (22. prosince 2002 – 23. prosince 2007)
  - Danilo Türk (23. prosince 2007 – 23. prosince 2012)
  - Borut Pahor (23. prosince 2012-22.12.2022)
  - Nataša Pircová Musarová  (od 23.12.2022)

## Premiéři
- Předseda vlády (1945–1953)
  - Boris Kidrič (1945–1946)
  - Miha Marinko (1946–1953)
- Předsedové výkonného výboru (1953–1990)
  - Miha Marinko (1953)
  - Boris Kraigher (1953–1962)
  - Viktor Avbelj (1962–1965)
  - Janko Smole (1965–1967)
  - Stane Kavčič (1967–1972)
  - Andrej Marinc (1972–1978)
  - Anton Vratuša (1978–1980)
  - Janez Zemljarič (1980–1984)
  - Dušan Šinigoj (1984–1990)
- Předsedové vlády (od 1990)
  - Dušan Šinigoj (1990)
  - Alojz Peterle (1990–1992)
  - Janez Drnovšek (1992–2000)
  - Andrej Bajuk (2000)
  - Janez Drnovšek (2000–2002)
  - Anton Rop (2002–2004)
  - Janez Janša (2004–2008)
  - Borut Pahor (21. listopad 2008 – 10. února 2012)
  - Janez Janša (10. února 2012 – 27. února 2013)
  - Alenka Bratušeková (27. února 2013 – 18. září 2014)
  - Miro Cerar (18. září 2014 – 13. září 2018)
  - Marjan Šarec (13. září 2018 – 13. března 2020)
  - Janez Janša (13. března 2020 – 31. května 2022)
  - Robert Golob (od 1. června 2022)

## Předsedové parlamentu
- Předsedové Státního shromáždění Republiky Slovinsko (od 1990)
  - France Bučar (1990 – 1992)
  - Herman Rigelnik (1992 – 1994)
  - Jožef Školč (1994 – 1996)
  - Janez Podobnik (1996 – 2000)
  - Borut Pahor (2000 – 2004)
  - Franc Horvat (2004)
  - France Cukjati (2004 – 15. říjen 2008)
  - Pavel Gantar (15. říjen 2008 – 31. srpna 2011)
  - Ljubo Germič (2. září 2011 – 21. prosince 2011)
  - Gregor Virant (21. prosince 2011 – 28. ledna 2013)
  - Jakob Presečnik (28. ledna 2013 – 27. února 2013) (úřadující)
  - Janko Veber (27. února 2013 – 1. srpna 2014)
  - Milan Brglez (1. srpna 2014 – 22. června 2018)
  - Matej Tonin (22. června 2018 – 23. srpna 2018)
  - Dejan Židan (23. srpna 2018 – 3. března 2020)
  - Branko Simonovič (3. března 2020 – 5. března 2020) (úřadující)
  - Igor Zorčič (od 5. března 2020)
- Předsedové Státní rady republiky Slovinsko (od 1992)
  - Ivan Kristan (1992 – 1997)
  - Tone Hrovat (1997 – 2002)
  - Janez Sušnik (2002 – 2007)
  - Blaž Kavčič (2007 – 2012)
  - Mitja Bervar (2012 – 2017)
  - Alojz Kovšca (od 2017)

## Předsedové Ústavního soudu
- Ústavní soud Republiky Slovinsko (od 1991)
  - Peter Jambrek (25. červen 1991 – 24. duben 1994)
  - Tone Jerovšek (25. duben 1994 – 24. duben 1997)
  - Lovro Šturm (25. duben 1997 – 30. říjen 1998)
  - Franc Testen (11. listopad 1998 – 10. listopad 2001)
  - Dragica Wedam Lukić (11. listopad 2001 – 10. listopad 2004)
  - Janez Čebulj (11. listopad 2004 – 10. listopad 2007)
  - Jože Tratnik (11. listopad 2007 – 10. listopad 2010)
  - Ernest Petrič (11. listopad 2010 – 10. listopad 2013)
  - Miroslav Mozetič (11. listopad 2013 – 30. říjen 2016)
  - Jadranka Sovdatová (31. října 2016 – 18. prosince 2018)
  - Rajko Knez (od 19. prosince 2018)